# Aleksandr Nikanorovič Novoskol'cev
Aleksandr Nikanorovič Novoskol'cev in russo Александр Никанорович Новоскольцев? (Zemljansk, 17 novembre 1853 – Pietrogrado, 1919) è stato un pittore russo, per il quadro Gli ultimi momenti del metropolita Filippo venne insignito del titolo di Accademico della pittura storica.

## Galleria d'immagini

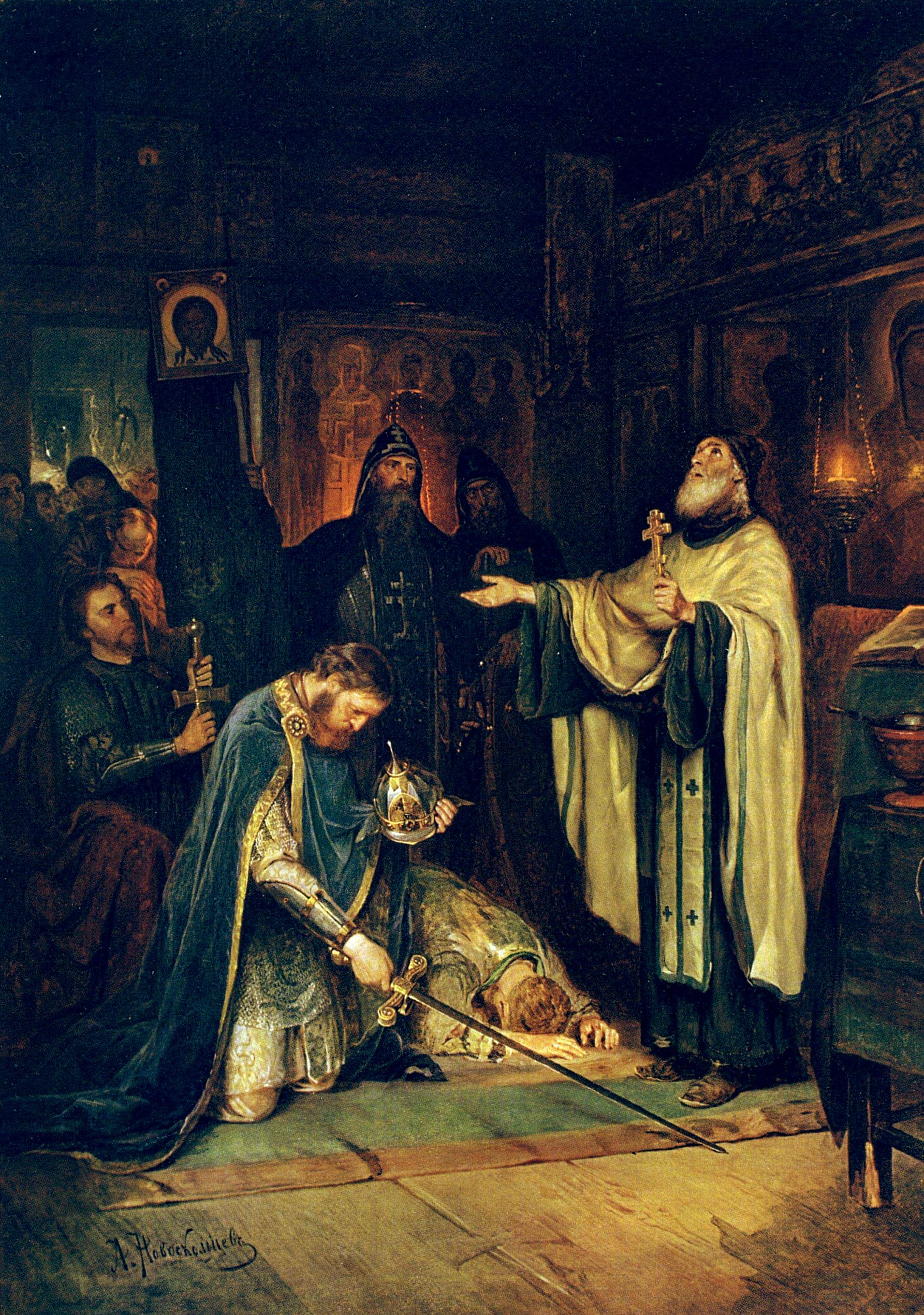
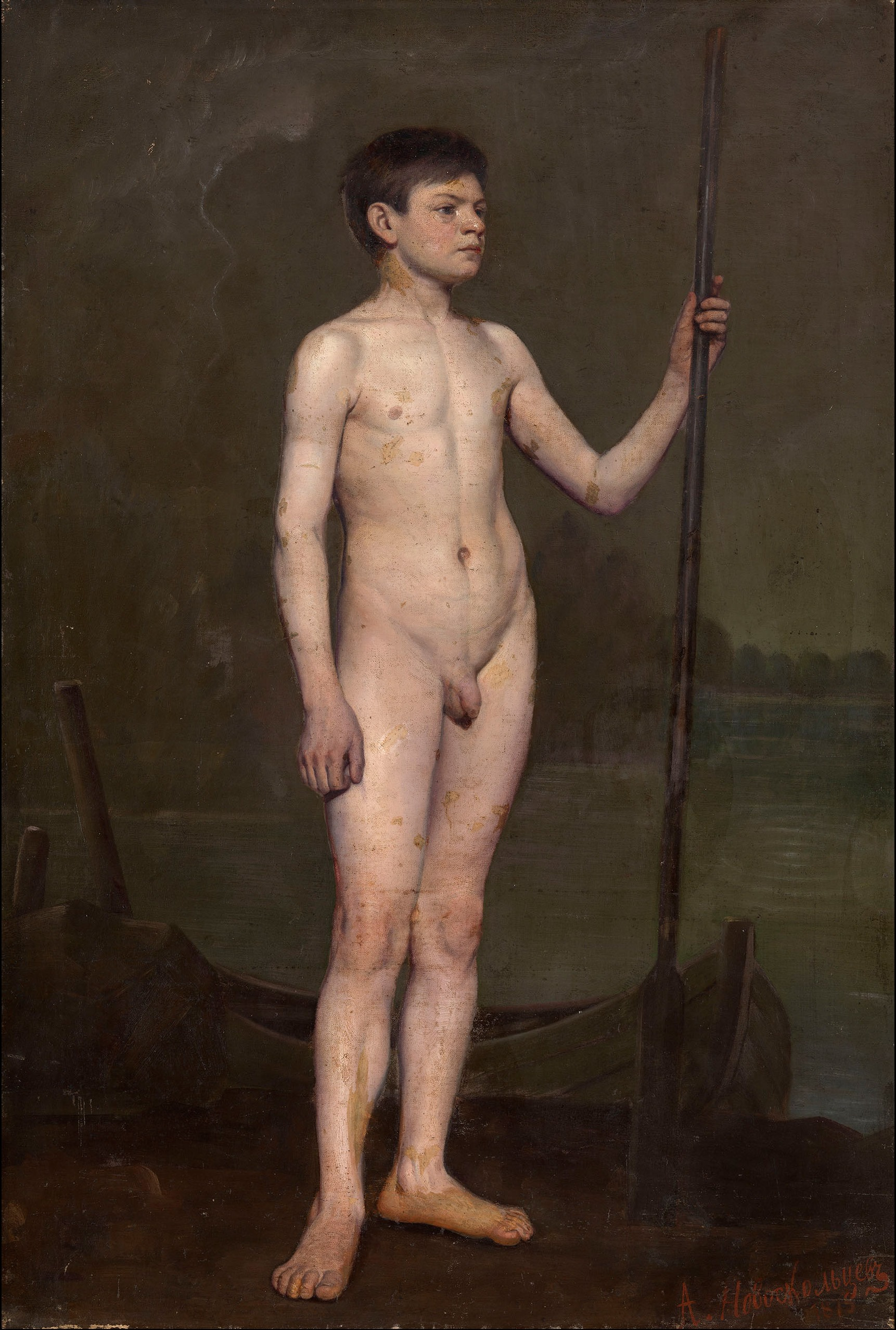
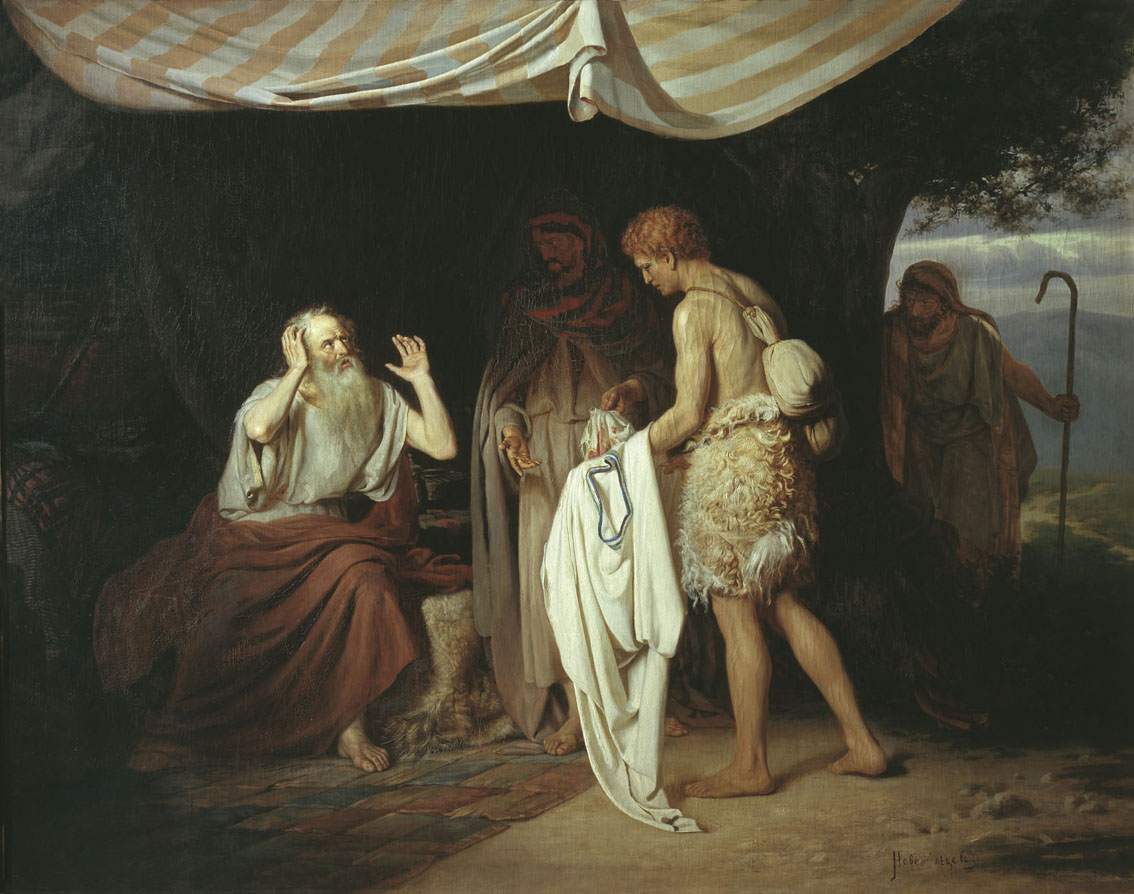
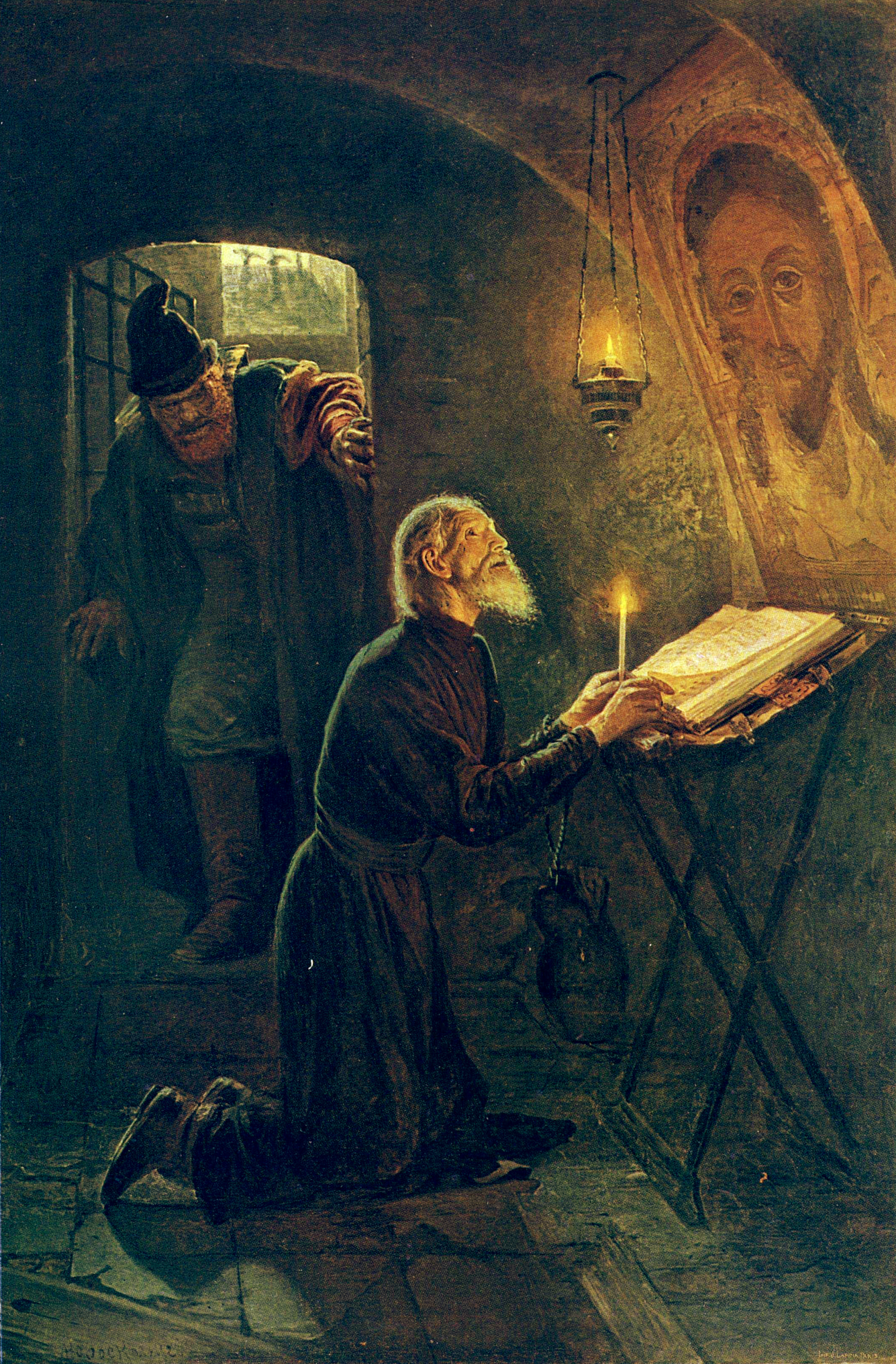
Gli ultimi minuti del metropolita Filippo
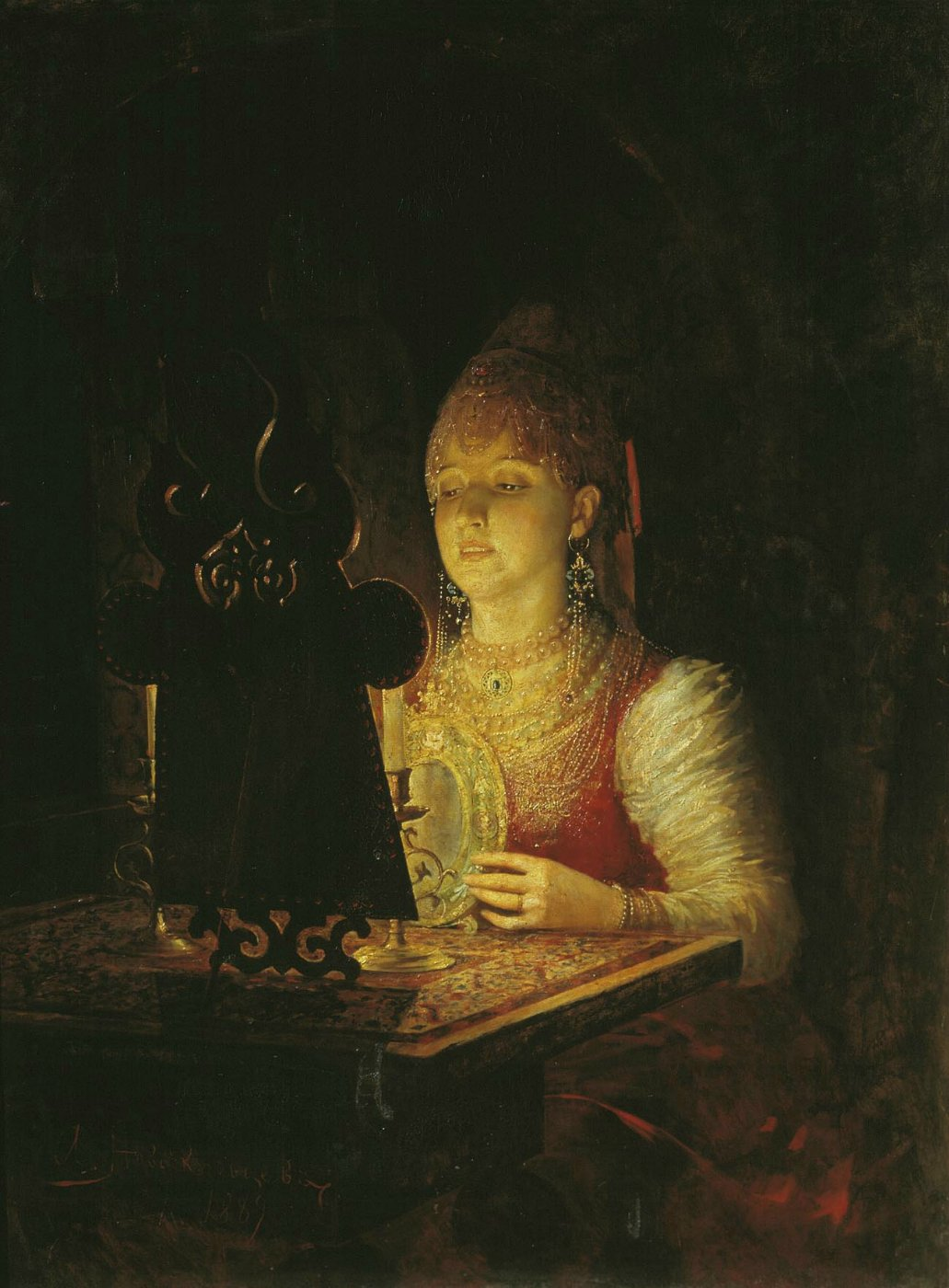
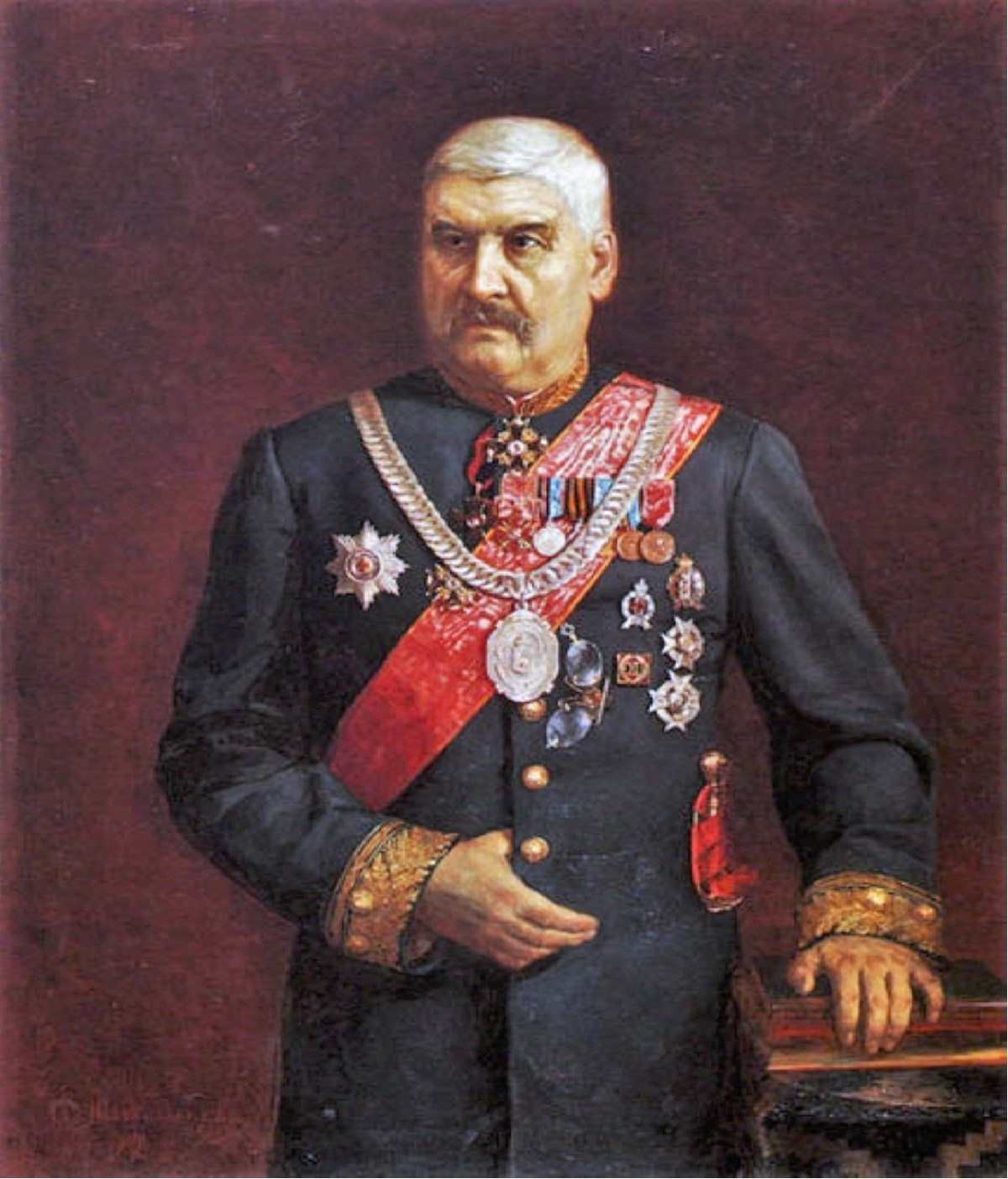
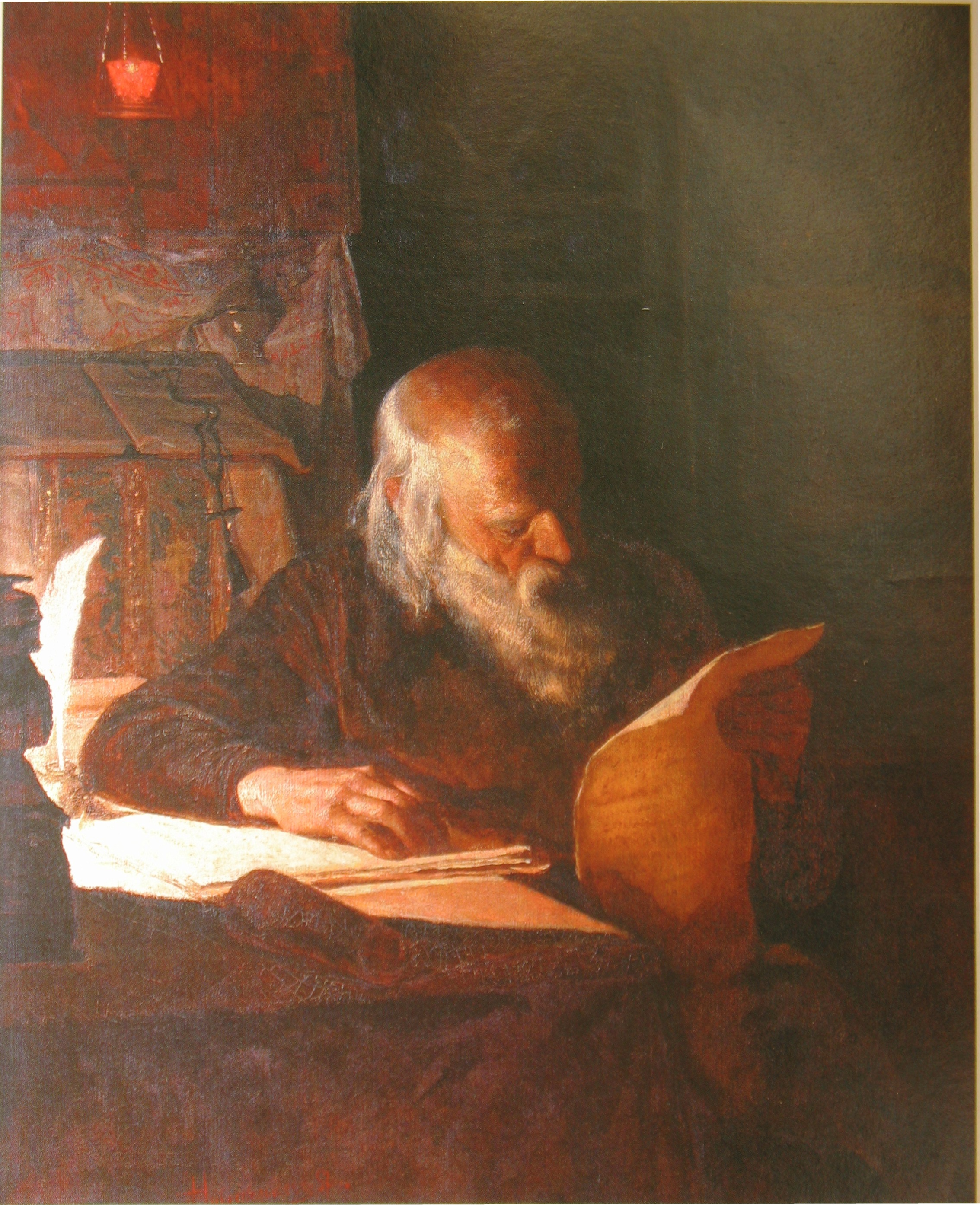